# Dendrobium sambasanum
Dendrobium sambasanum är en orkidéart som beskrevs av Johannes Jacobus Smith. Dendrobium sambasanum ingår i släktet Dendrobium, och familjen orkidéer. Inga underarter finns listade i Catalogue of Life.